# Liste der Gewässer im Flusssystem der Rotach (Wörnitz)
Diese Liste der Gewässer im Flusssystem der Rotach (Wörnitz) umfasst die direkten und indirekten Zuflüsse der Rotach, am Unterlauf in Bayern auch Rothach geschrieben, sowie die Seen in ihrem Einzugsgebiet. Die Rotach ist etwa 20 km lang, fließt im Landkreis Schwäbisch Hall und im Ostalbkreis im östlichen Baden-Württemberg und zuletzt im Landkreis Ansbach im westlichen Bayern und mündet nach insgesamt etwa südöstlichem Lauf bei Wilburgstetten von rechts in die mittlere Wörnitz. Der kleine Fluss hat ein etwa 87 km² großes Einzugsgebiet, das weit überwiegend im Unterraum Dinkelsbühler Hügelland des Naturraums Mittelfränkisches Becken liegt. Anteil am Flusssystem haben die Gemeinden Fichtenau (im Landkreis Schwäbisch Hall), Ellenberg, Wört, Stödtlen und Tannhausen (alle im Ostalbkreis), die Kleinstadt Dinkelsbühl und die Gemeinden Mönchsroth und Wilburgstetten (alle im Landkreis Ansbach).

## Direkte Zuflüsse
Tabelle der direkten Zuflüsse und der Rotach selbst. Mit Namen, Fließgewässerkennzahl (GKZ), Mündungsseite, Stationierung der Zuflussmündung (von der Mündung der Lauter selbst aufwärts gezählt), Länge und Einzugsgebiet (EZG) nach den Daten der amtlichen Gewässerkarte. Orte und Höhen nach der amtlichen topographischen Karte. Für die Längen-, Quellort- und Quellhöhenangabe wurde bei allen Zuflüssen (nicht aber bei der Rotach selbst) ggf. der längste Oberlaufstrang herangezogen.
Nachweise im folgenden Abschnitt → Hierarchisches Zuflusssystem oder in den Einzelartikeln. Die den Gruppen von → Einzelnachweisen ganz unten vorgestellten Onlinekarten (mit topographischem Hintergrundlayer und in einem Fall auch Gewässerlayern) zeigen ein Gesamtbild des Einzugsgebietes.
| Name                                    | GKZ              | Seite  | Stat. m | Länge km  | EZG km²   | Mündung Ort                                          | m ü. NHN | Ursprung Ort                                  | m ü. NHN |
| --------------------------------------- | ---------------- | ------ | ------- | --------- | --------- | ---------------------------------------------------- | -------- | --------------------------------------------- | -------- |
| Rotbach                                 | 11818(-111)      | links  | 18.163  | ca. 2,7   | ca. 2,5   | ⊙ im Hammerweiher bei Fichtenau-Felsenmühle          | 480      | ⊙ nahe AS Dinkelsbühl/Fichtenau an A 7        | 501      |
| Lautenbach                              | 11818-114        | rechts | 17.199  | ca. 2,0   | ca. 1,9   | ⊙ im unteren Storchenweiher bei Fichtenau-Lautenbach | 474      | ⊙ Hagenbuschweiher nahe Fichtenau-Wildenstein | 495      |
| Aschfeldweihergraben                    | 11818-116        | rechts | 16.279  | ca. 1,3   | ca. 0,6   | ⊙ nach Fichtenau-Ölmühle                             | 466      | ⊙ bei Wildenstein                             | 497      |
| Hurlesweihergraben                      | 11818-1172       | rechts | 15.708  | ca. 1,2   | ca. 1,0   | ⊙ im Mühlweiher bei Fichtenau-Oberdeufstetten        | 465      | ⊙ Kohlweiher bei Wildenstein                  | 488      |
| Zigeunerbach                            | 11818-1174       | rechts | 15.186  | ca. 0,6   | ca. 0,4   | ⊙ bei Fichtenau-Unterdeufstetten                     | 461      | ⊙ Teich bei Unterdeufstetten                  | 480      |
| Stadtweiherwiesengraben                 | 11818-1176       | links  | 15.156  | ca. 1,0   | ca. 0,6   | ⊙ in Unterdeufstetten                                | 461      | ⊙ Holzfeld bei Unterdeufstetten               | 494      |
| Holzbach                                | 11818-118        | rechts | 13.926  | ca. 2,6   | ca. 2,9   | ⊙ Kläranlage nach Unterdeufstetten                   | 456      | ⊙ bei Fichtenau-Matzenbach                    | 490      |
| Gerbach                                 | 11818-12         | rechts | 12.674  | ca. 4,5   | ca. 6,7   | ⊙ letzter Gerhofer Auweiher vor Wört-Aumühle         | 454      | ⊙ Krummet bei Ellenberg-Georgenstadt          | 520      |
| (Unterwasser-Mühlkanal von der Aumühle) | 11818-1392       | links  | 10.816  | ca. 1,5   | ca. 3,6   | ⊙ im Mühlweiher von Wört                             | 450      | ⊙ bei der Aumühle                             | 454      |
| Konradsbronner Bach                     | 11818-14         | rechts | 10.782  | ca. 4,1   | ca. 4,9   | ⊙ im Mühlweiher von Wört                             | 450      | ⊙ Kleeberg bei Ellenberg                      | 510      |
| (Graben entlang dem Auchtfeld)          | 11818-15?        | rechts | 10.220  | ca. 1,1   | ca. 0,6   | ⊙ Ostrand Wört                                       | 448      | ⊙ Breite bei Wört                             | 467      |
| Wolfertsbronner Bach/Frauenbach         | 11818-16         | links  | 09.472  | ca. 3,9   | ca. 5,2   | ⊙ bei Wört-Jammermühle                               | 447      | ⊙ bei Dinkelsbühl-Wolfertsbronn               | 485      |
| Spitalbach                              | 11818-18         | rechts | 09.346  | ca. 4,3   | ca. 2,0   | ⊙ bei der Jammermühle                                | 445      | ⊙ Brandhalde bei Ellenberg                    | 530      |
| (Mühlkanal Königsroter Mühle)           | 11818-192        | links  | 07.833  | ca. 1,2   | ca. 0,9   | ⊙ bei Wört-Grobenhof                                 | 443      | ⊙ bei Wört-Königsroter Mühle                  | 444      |
| Meizenbach                              | 11818-2          | rechts | 07.761  | ca. 5,7   | ca. 8,2   | ⊙ nahe Wört-Pfladermühle                             | 443      | ⊙ Apfelbrunnen bei Ellenberg-Hintersteinbach  | 490      |
| Lohgraben                               | 11818-32         | rechts | 06.486  | ca. 1,0   | ca. 0,5   | ⊙ vor Stödtlen-Maxenhof                              | 440      | ⊙ Judenholz bei Wört-Springhof                | 457      |
| Aalbach                                 | 11818-34         | links  | 05.480  | ca. 1,4   | ca. 0,4   | ⊙ gegenüber Maxenhof                                 | 440      | ⊙ im Wald Egart                               | 442      |
| Hofwiesengraben/Otterbach               | 11818-35?        | links  | 05.378  | ca. 3,4   | ca. 3,9   | ⊙ gegenüber Maxenhof                                 | 440      | ⊙ bei Dinkelsbühl-Langensteinbach             | 481      |
| Berlisbach                              | 11818-4          | rechts | 04.996  | ca. 6,4   | ca. 8,2   | ⊙ bei Maxenhof                                       | 439      | ⊙ Weinberg bei Stödtlen-Birkenzell            | 525      |
| Mühlwiesengraben                        | 11818-52         | rechts | 04.326  | ca. 0,4   | ca. 0,1   | ⊙ gegenüber Stödtlen-Regelsweiler                    | 438      | ⊙ gegenüber Stödtlen-Winterhof                | 440      |
| Jungholzgraben                          | 11818-5?         | links  | 04.218  | ca. 1,5   | ca. 0,6   | ⊙ gegenüber Regelsweiler                             | 438      | ⊙ bei Mönchsroth-Hasselbach                   | 464      |
| Gaugengraben/Katzenbach                 | 11818-62 11818-6 | rechts | 03.191  | ca. 5,2   | ca. 7,7   | ⊙ in Mönchsroth                                      | 437      | ⊙ Weiherlesberg bei Stödtlen-Dambach          | 505      |
| Rothachwiesengraben                     | 11818-71?        | links  | 03.166  | ca. 0,8   | ca. 0,5   | ⊙ gegenüber Mönchsroth                               | 437      | ⊙ gegenüber Regelsweiler                      | 440      |
| Schindgraben                            | 11818-72         | rechts | 02.593  | ca. 1,5   | ca. 1,6   | ⊙ bei Kläranlage Mönchsroth                          | 435      | ⊙ Maihinger Schlag bei Mönchsroth             | 450      |
| Grundgraben                             | 11818-73?        | links  | 01.701  | ca. 0,5   | ca. 0,2   | ⊙                                                    | 435      | ⊙ Gernhut bei Mönchsroth                      | 440      |
| Braunbach/Höllbach                      | 11818-8          | rechts | 00.758  | ca. 5,8   | ca. 8,3   | ⊙ bei Wilburgstetten-Höllmühle                       | 434      | ⊙ Klingenbrunnen bei Tannhausen               | 510      |
| Rotach                                  | 11818-112 11818  | n. a.  | 00.000  | ca. 020,8 | ca. 087,2 | ⊙ bei Wilburgstetten                                 | 432      | ⊙ nahe A 7 bei Fichtenau-Rötlein              | 497      |

## Hierarchisches Zuflusssystem
Liste der Zuflüsse und  Seen von der Quelle zur Mündung. Gewässerlänge, Seefläche, Einzugsgebiet und Höhe nach den entsprechenden Layern auf der Onlinekarte der LUBW. Andere Quellen für die Angaben sind vermerkt.
Ursprung der Rotach auf etwa 497 m ü. NHN westlich von Fichtenau-Rötlein nahe der Autobahn am Waldrand. Die Rotach fließt zunächst ostsüdostwärts und dabei durch Rötlein.
- Passiert auf unter 485 m ü. NHN unterhalb von Rötlein einen Teich links am Ufer, 0,1 ha.

- Passiert wenig über 480 m ü. NHN zwei Weiher links am Ufer, auf der anderen Seite begrenzt vom zulaufenden Rotbach bei der Felsenmühle, 0,7 ha.

- Durchfließt den Hammerweiher auf 480 m ü. NHN[LUBW 5], 2,0 ha.

- Rotbach, von links und Nordwesten im Hammerweiher, 2,7 km und 2,5 km². Entsteht auf etwa 501 m ü. NHN wenige hundert Meter südsüdwestlich der Anschlussstelle Dinkelsbühl/Fichtenau der A 7 in einer westlichen Waldbucht im Moos.
 Die Rotach selbst ist bis dorthin erst 1,8 km lang und hat bis dorthin erst ein Einzugsgebiet von 1,1 km² angesammelt.

- -  Durchfließt auf 490,1 m ü. NHN den Beißerweiher zwischen Fichtenau-Neustädtlein und Fichtenau-Rötlein südlich davon, 2,2 ha.
  -  Durchfließt auf 487,3 m ü. NHN den Wegweiher am Nordrand von Rötlein, 1,0 ha.
  -  Durchfließt einen Weiher nordöstlich von Rötlein, 0,1 ha.
  -  Durchfließt auf 485,3 m ü. NHN den Moosweiher ostnordöstlich von Rötlein, 0,9 ha.
  -  Durchfließt auf 483,6 m ü. NHN und darunter die zwei Gießrechenweiher südöstlich von Rötlein, zusammen 1,1 ha.
  - (Zufluss), von links an der Felsenmühle, ca. 0,6 km[LUBW 6] und ca. 0,4 km².[LUBW 7] Entsteht im südlichen Bernhardsweiler auf etwa 492 m ü. NHN.
    -  Durchfließt drei Weiher kurz vor der Mündung, zusammen unter 0,4 ha.

- Durchfließt den oberen Storchenweiher vor der Hammermühle, 1,0 ha.

- Durchfließt auf 476 m ü. NHN[LUBW 5] den mittleren Storchenweiher nach der Hammermühle am Esbacher Gemeindeholz, 1,1 ha.

- Durchfließt auf 473,5 m ü. NHN[LUBW 5] den unteren Storchenweiher im Dorf Lautenbach, 2,2 ha.

- Lautenbach, von rechts im unteren Storchweiher, 2,0 km und 1,9 km².
  -  Entfließt auf 495 m ü. NHN[LUBW 5] dem Hagenbuschweiher nördlich von Fichtenau-Wildenstein, 1,4 ha.
  - (Graben), von rechts auf unter 490 m ü. NHN, ca. 0,4 km[LUBW 6] und unter 0,2 km²[LUBW 7] Entsteht auf etwa 495 m ü. NHN wenig südlich des Hagenbuschweihers.
    -  Passiert auf etwa 494 m ü. NHN zwei Teiche beidseits des Laufes, zusammen ca. 0,2 ha.[LUBW 8]

  -  Passiert den Stockweiher rechts in einem Wäldchen auf etwa 490 m ü. NHN, 0,7 ha.
  -  Durchfließt zwei größere Teiche und passiert sechs kleinere links am Lauf auf etwa 485–480 m ü. NHN vor Lautenbach, zusammen 0,8 ha.
  - Stockweihergraben, von rechts und Westenauf unter 476 m ü. NHN am Ortsrand von Lautenbach, 1,1 km. und ca. 0,5 km².[LUBW 7] Entsteht auf unter 500 m ü. NHN am Südrand der Wildensteiner Siedlung entlang der Straße Wiesengrund in den Hausgärten.

- Durchfließt auf 466,1 m ü. NHN[LUBW 5] den Ölmühlweiher vor Fichtenau-Ölmühle, zusammen mit einem halben Dutzend kleiner Nebenteiche 1,3 ha.

- Aschfeldweihergraben, von rechts und Westnordwesten auf unter 466 m ü. NHN kurz nach der Ölmühle, 1,3 km und 0,6 km². Entsteht am Ostrand von Wildenstein auf etwa 497 m ü. NHN.
  -  Durchfließt auf etwa 482 m ü. NHN am Mittellauf den Aschfeldweiher, 0,8 ha.

- Durchfließt auf 465,1 m ü. NHN[LUBW 5] den Mühlweiher am Ortseingang von Fichtenau-Oberdeufstetten, 1,3 ha.

- Hurlesweihergraben, von rechts und Nordwesten in den Mühlweiher, 1,2 km und ca. 1,0 km².[LUBW 7] Entsteht am Ostrand des Waldgebietes Diebsteig zwischen Fichtenau und dem zugehörigen Dorf Unterdeufstetten.
  -  Entfließt auf etwa 488 m ü. NHN dem Waldteich Kohlweiher südöstlich des Sportplatzes von Wildenstein, etwa 0,6 ha.
  - (Längerer Quellast), von rechts und Westen am Waldaustritt auf etwa 480 m ü. NHN, ca. 0,5 km[LUBW 6] und ca. 0,5 km².[LUBW 7]
    -  Entfließt auf knapp 489 m ü. NHN einem Waldteich östlich der L 1070 Fichtenau–Matzenbach, ca. 0,5 ha.[LUBW 8]
    -  Durchfließt auf etwa 487 m ü. NHN einen Teich kurz vor dem Flurrand, ca. 0,9 ha.[LUBW 8]

  -  Durchfließt auf etwa 480 m ü. NHN gleich nach dem Zusammenfluss den Hurlesweiher, 0,3 ha.

- Zigeunerbach, von rechts und Westen auf etwa 461 m ü. NHN am Nordrand von Fichtenau-Unterdeufstetten entlang, 0,6 km und ca. 0,4 km².[LUBW 7]
  -  Entfließt auf etwas über 480 m ü. NHN einem Kleinteich in einem Straßendreieck am Nordrand von Unterdeufstetten an der Straße nach Fichtenau, über 0,1 ha.

- Stadtweiherwiesengraben, von links und Ostnordosten auf 460,5 m ü. NHN[LUBW 9] kurz nach dem vorigen, 1,0 km und ca. 0,6 km².[LUBW 7]  Entsteht auf etwa 494 m ü. NHN an der Ostspitze der Waldinsel Schwarzholz.

- Passiert einen Teich auf etwa 466 m ü. NHN am linken Hang am Südostrand von Unterdeufstetten, knapp 0,1 ha.

- Holzbach, von rechts und Westnordwesten unter 456 m ü. NHN bei der Unterdeufstettener Kläranlage, 2,6 km und 2,9 km². Entsteht auf etwa 490 m ü. NHN etwa 200 Meter östlich der Kirche von Fichtenau-Matzenbach in einer Wiese.
  - Heiligenfeldbächle, von links und Nordwesten auf etwa 473 m ü. NHN nahe dem Feldkreuz an der L 1070 Matzenbach–Unterdeufstetten, 0,9 km und ca. 0,6 km².[LUBW 7] Entsteht auf etwa 500 m ü. NHN bei den Sportplätzen im Norden Matzenbachs. Ist etwa 200 Meter länger als offizielle Quellast.
    -  Durchfließt auf etwa 480 m ü. NHN zwei Teiche am Mittellauf, zusammen 0,2 ha.
    - Hirtengraben, von rechts am Nordrand der L 1070, 0,6 km und unter 0,2 km².[LUBW 7]
      -  Entfließt auf etwa 500 m ü. NHN einem Teich am Ostrand Matzenbachs, unter 0,1 ha.

  - Grenzgraben, am Oberlauf Walxengraben, von rechts und Südwesten auf 465,1 m ü. NHN[LUBW 9] am Waldrand südlich von Unterdeufstetten, 1,0 km. Entsteht auf etwa 495 m ü. NHN im Walxen. Folgt ungefähr der Gemeindegrenze von Fichtenau zu Ellenberg und dann Wört.
  -  Durchfließt auf 461,1 m ü. NHN[LUBW 5] den Holzweiher an der Straße von Unterdeufstetten nach Ellenberg-Breitenbach, 1,1 ha.

- Durchfließt auf 454,3 m ü. NHN[LUBW 5] den letzten und größten der Gerhofer Auweiher, der vor Wört-Aumühle angestaut ist, 3,0 ha. Diesem entfließt dann außer der Rotach auch linksseits von ihr ein Mühlkanal mit dem Unterwasser der Aumühle.

- Gerbach, von rechts und Westsüdwesten im letzten der Gerhofer Auweiher, 4,5 km und 6,7 km². Entsteht westlich von Ellenberg-Georgenstadt auf etwas über 520 m ü. NHN.
  -  Durchläuft fünf Teiche noch vor Georgenstadt, zusammen ca. 0,3 ha.[LUBW 2][LUBW 8]
  - (Zufluss), von rechts und Südwesten auf etwa 503 m ü. NHN an der Ortsstraße von Georgenstadt, ca. 0,3 km[LUBW 6] und über 0,1 km²[LUBW 7] Entsteht auf ca. 515 m ü. NHN südlich von Georgenstadt am Nordfuß des Hornbergs.
    -  Entfließt einem Teich und durchläuft vier weitere, zusammen unter 0,4 ha.

  - Molkenweihergraben, von rechts und Südsüdosten auf unter 475 m ü. NHN gegenüber Ellenberg-Birnhäusle, 0,9 km und ca. 0,5 km²[LUBW 7]
    -  Entfließt auf unter 505 m ü. NHN dem Molkenweiher nahe an der L 2220 Ellenberg–Wört, unter 0,3 ha.
    -  Passiert einen Wiesenteich auf der linken Randhöhe auf etwa 495 m ü. NHN am Waldrand Ellenberg-Neuhueb zu, unter 0,1 ha.

  - Selchengraben, von links und Westen durch Birnhäusle gleich nach dem vorigen, 1,1 km und ca. 0,7 km².[LUBW 7] Entsteht auf etwa 490 m ü. NHN am Nordrand des Waldes Ziegelfeld zum Flurgewann Hessenfeld westlich von Ellenberg-Breitenbach.
  -  Passiert auf über 470 m ü. NHN einen Teich am rechten Ufer bei Ellenberg-Schmalenbach, 0,3 ha.
  - (Zufluss), von rechts auf unter 470 m ü. NHN zwischen Schmalenbach und Ellenberg-Dietlesmühle, ca. 0,4 km[LUBW 6] und unter 0,4 km².[LUBW 7]
    -  Entfließt auf etwa 495 m ü. NHN dem Unteren Straßenweiher an der L 2220, über 0,2 ha.

  -  Durchfließt auf etwa 465 m ü. NHN den verlandenden Weiher an der Dietlesmühle, 0,3 ha.
  - Reichenbach oder auch Breitenbach, von links und Westnordwesten auf über 460 m ü. NHN am Waldeintritt nach der Dietlesmühle, 2,3 km und ca. 1,8 km².[LUBW 7] Entsteht auf fast 500 m ü. NHN westnordwestlich von Breitenbach im Wald.
    -  Durchfließt auf über 486 m ü. NHN einen Teich schon in der Flur an einem Feldwegekreuz, über 0,2 ha.
    - Buckelfeldgraben, von links und Nordwesten auf über 480 m ü. NHN wenig danach, 0,8 km und ca. 0,3 km².[LUBW 7] Entsteht auf etwa 504 m ü. NHN im Wald.
    -  Passiert auf etwa 474 m ü. NHN einen Teich im Mündungswinkel mit dem nächsten, 0,3 ha.
    - (Flurbach), von rechts und Westen auf über 470 m ü. NHN am westlichen Ortsrand von Breitenbach, ca. 0,8 km[LUBW 6] und ca. 0,3 km².[LUBW 7] Entsteht auf fast 500 m ü. NHN.

  -  Durchfließt und passiert ab etwa 459 m ü. NHN fünf Seen aus der Gruppe der Gerhofer Auweiher ab etwas vor Ellenberg-Gerhof, zusammen 2,7 ha.
  - Breitfeldgraben, von links im ersten der Gerhofer Auweiher am Gerbach, 1,5 km und ca. 0,7 km².[LUBW 7] Entsteht auf fast 500 m ü. NHN am Rande des Pfennigfeldes zum Wald nördlich von Breitenbach.
    -  Durchfließt auf etwa 480 m ü. NHN am Eintritt in den Wald Mittelholz einen Teich, 0,1 ha.
    -  Durchfließt auf unter 460 m ü. NHN mündungsnah die ersten zwei der Gruppe der Gerhofer Auweiher, zusammen 0,2 ha.

- Passiert auf wenig über 450 m ü. NHN einen Weiher rechts am Lauf schon in der Wört/Bösenlustenauer Siedlungskontur, 0,1 ha.

- Durchfließt auf 450 m ü. NHN[LUBW 5] den Mühlweiher auf, auch Dorfmühlweiher genannt, zwischen Wört auf der rechten und seinem Weiler Bösenlustnau aus der linken Talseite, 1,7 ha..

- (Unterwasser-Mühlkanal von der Aumühle), von links auf 450 m ü. NHN im Wörter Mühlweiher, 1,5 km und ca. 3,6 km².[LUBW 3][LUBW 7] Entfließt an der Aumühle linksseits dem untersten und größten der Gerhofer Auweiher auf 454,3 m ü. NHN und läuft links in der Talmulde neben der Rotach.
  - Häringsbach, von links und Nordnordwesten auf rund 453 m ü. NHN nahe von Wört-Häringssägmühle im Nebental, 2,2 km und ca. 2,9 km².[LUBW 7] Entsteht auf etwa 482 m ü. NHN am Südhang unter Wört-Schönbronn. Der Bach fließt auf Mittellauf kurz Gebiet der Stadt Dinkelsbühl in Bayern.
    - (Zufluss unterm Fuß des Frauenbergs), von links und Nordosten auf etwa 466 m ü. NHN[BA 1] am Anfang einer Teichkette im Wald, ca. 1,0 km.[BA 2] und ca. 0,8 km².[BA 3] Entsteht auf etwa 499 m ü. NHN[BA 1] südlich von Dinkelsbühl-Wolfertsbronn wenig östlich der St 2220/L 2220 zur Aumühle.
      -  Passiert rechts am Lauf einen Teich auf etwa 496 m ü. NHN[BA 1] wenig westlich der St 2220/L 2220, über 0,4 ha.[BA 4]

    -  Durchfließt auf etwa 466–462 m ü. NHN[BA 1] eine Teichkette gleich nach dem Zufluss, zusammen ca. 1,5 ha.[BA 4]
    -  Durchfließt auf unter 460 m ü. NHN zwei Weiher wieder in offener Wörter Flur, zusammen 0,9 ha.
    -  Durchfließt auf über 455 m ü. NHN den  bei der Wörter Häringssägmühle angestauten Häringsmühlweiher, 0,7 ha.

- Konradsbronner Bach, von rechts im Wörter Mühlweiher, 4,1 km und 4,9 km². Entsteht auf etwa 510 m ü. NHN am Kleeberg-Abhang wenig nordöstlich von Ellenberg.
  -  Durchfließt auf über 500 m ü. NHN bald den Frühmeßweiher, über 0,2 ha.
  - Kreuzgraben, von rechts und Südsüdwesten auf über 480 m ü. NHN noch im Wald, 0,9 km und ca. 0,6 km².[LUBW 7] Entsteht auf etwa 500 m ü. NHN ebenfalls unter der K 3215 Ellenberg–Stödtlen zwischen den Waldgewannen Kleeberg und Kreuzbuck.
  - Harzweihergraben, von links und Westnordwesten auf unter 480 m ü. NHN gleich nach dem Waldaustritt, 0,7 km und ca. 0,3 km².[LUBW 7]
    -  Entfließt auf etwa 499 m ü. NHN dem Harzweiher östlich der L 2220, etwa 0,5 ha.

  - Brandgraben (Konradsbronner Bach), am kurzen Ellenberger Oberlauf Brandhaldegraben, von rechts und Süden auf 468,4 m ü. NHN[LUBW 9] gegenüber dem Wasserwerk westlich von Wört-Konradsbronn, 0,9 km und ca. 0,5 km².[LUBW 7] Entsteht auf etwa 498 m ü. NHN im Waldgewann Brandhalde.
  - Feuchtgraben, von links und Westnordwesten auf etwa 459 m ü. NHN gleich nach Konradsbronn, 1,2 km und ca. 0,9 km².[LUBW 7] Entsteht auf etwa 485 m ü. NHN zwischen den Waldgewannen Strebenholf und Grünberg.
    -       -  Durchfließt auf etwa 477–463 m ü. NHN die viergliedrige Weiherkette der Pfarrweiher in der offenen Flur, der unterste am nordöstlichen Ortsrand von Konradsbronn, zusammen 0,9 ha.

  -  Passiert die Kleinteichgruppe Taubenweiher auf etwa 455 m ü. NHN links am Lauf, zusammen wenig über 0,1 ha.
  -  Speist einen Teich auf etwa 454 m ü. NHN rechts des Laufs schon in der Dorfkontur von Wört, 0,3 ha.

- → (Abzweig eines Mühlkanals), nach links aus dem Wörter Mühlweiher auf der Bösenlustnauer Talseite. Mündet in den untersten Frauenbach.

- (Graben entlang dem Auchtfeld), von rechts und Westsüdwesten auf unter 450 m ü. NHN am Ostende von Wört, ca. 1,1 km[LUBW 6] und ca. 0,6 km²[LUBW 6] Entsteht auf etwa 467 m ü. NHN im Gewann Breite und zieht dann am Südrand von Wört zum Gewann Auchtfeld entlang.
  -  Durchfließt auf etwa 455 m ü. NHN den Egelweiher am Ortsrand von Wört hinterm Straßendamm der L 1070 nach Stödtlen, 0,6 ha.

- Passiert den auf 447 m ü. NHN[LUBW 5] rechts am Lauf liegenden Sandfeldweiher, 2,0 ha.

- Frauenbach, am bayerischen Oberlauf Wolfertsbronner Bach, von links und Nordwesten auf etwa 447 m ü. NHN bei Wört-Jammermühle und gegenüber dem Sandfeldweiher, 3,9 km und 5,2 km². Entsteht auf etwa 485 m ü. NHN[BA 1] am Südostrand von Dinkelsbühl-Wolfertsbronn.
  - Brandwiesengraben, von rechts und Westnordwesten auf über 455 m ü. NHN am Ende einer Waldlichtung, ca. 1,1 km[BA 2] und ca. 0,8 km².[BA 3] Entsteht auf etwa 467 m ü. NHN[BA 1] am Westrand des Waldes Brand südöstlich von Wolfertsbronn.
    -  Durchfließt auf etwa 462 m ü. NHN[BA 1] einen Teich im Brand, ca. 0,5 ha.[BA 4]

  - Stangenholzgraben, von rechts und Westnordwesten auf etwa 450 m ü. NHN etwas nördlich der K 3222 Bösenlustnau–Wört-Dürrenstetten, 1,0 km und ca. 0,6 km².[LUBW 7] Entsteht auf etwa 465 m ü. NHN am Südrand des Stangenholzes nordöstlich von Bösenlustnau.
    -  Speist auf etwa 455 m ü. NHN einen Teich nach dem Waldaustritt, 0,1 ha.

  -  Durchfließt auf 449,5 m ü. NHN[BA 5] den Ölweiher, 2,9 ha.
    -  Rechts stößt an den vorigen ein Weiher in einer Zuflussmulde, über 0,2 ha.

  -  Durchfließt gleich danach auf etwa 448 m ü. NHN einen weiteren Weiher, 0,5 ha.
  -  Links stößt an den vorigen auf 448 m ü. NHN[LUBW 5] in der Talmitte der Jammerweiher, 2,1 ha.
  - (Mühlkanal aus dem Wörter Mühlweiher), von rechts und Westen auf wenig über 447 m ü. NHN gleich nach der Jammermühle und einen Steinwurf vor der Mündung, 1,3 km und ca. 0,4 km².[LUBW 7]

- Spitalbach, von rechts und Südwesten auf etwa 445 m ü. NHN vor der Rotachbrücke nach Wört-Königsroter Mühle, 4,3 km und 2,0 km². Entsteht auf etwa 530 m ü. NHN am Nordostabfall der Brandhalde östlich von Ellenberg im Wald.
  -  Durchfließt auf knapp 475 m ü. NHN dem Kolbenweiher im Naturschutzgebiet Weiherkette beim Spitalhof, 1,3 ha.
  -  Durchfließt auf 470,6 m ü. NHN[LUBW 5] den Großtiefweiher im selben Naturschutzgebiet, 1,2 ha.
  -  Durchfließt auf unter 470 m ü. NHN den Kleintiefweiher im selben Naturschutzgebiet, 0,5 ha.
  -  Durchfließt auf etwa 465 m ü. NHN den Lettenweiher im selben Naturschutzgebiet, 0,5 ha.
  - Spitalgraben, von rechts und Südwesten auf wenig unter 461,5 m ü. NHN[LUBW 9] kurz vor einem alten Seedamm, 1,6 km und ca. 0,8 km².[LUBW 7] Entsteht auf etwa 490 m ü. NHN am Ostfuß der Brandhalde im Wald und durchläuft die Streibenklinge.
  -  Durchfließt auf 459,5 m ü. NHN[LUBW 5] den Spitalweiher unmittelbar vor dem Waldaustritt bei Spitalhof, 1,1 ha.
  -  Durchfließt auf etwa 459 m ü. NHN die östliche Schwarzlache, 0,3 ha.
    -  Nimmt den Abfluss aus der westlichen Schwarzlache auf etwa 475 m ü. NHN in einer südöstlich zulaufenden Talmulde auf, 0,3 ha.

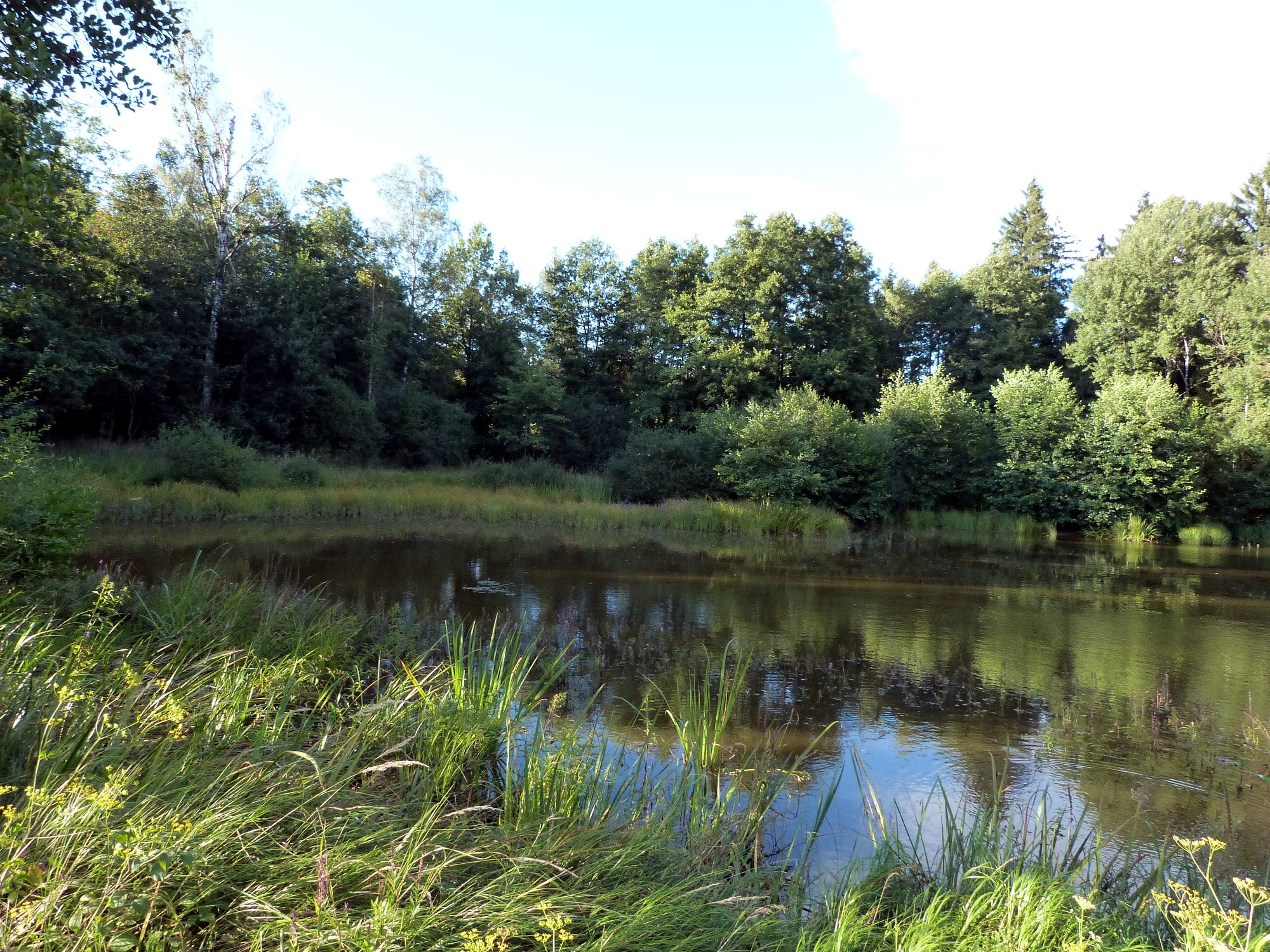
Der Unterholzweiher im Naturschutzgebiet Birkenweiher mit Ober- und Unterholzweiher

- (Mühlkanal Königsroter Mühle), von links und Westen auf 442,9 m ü. NHN[LUBW 9] bei Wört-Grobenhof, 1,2 km und ca. 0,9 km².[LUBW 7] Geht zuvor auf etwa 444 m ü. NHN an der Rotachbrücke zu Wört-Königsroter Mühle nach links ab. Der Mühlkanal läuft in alter Richtung weiter, während die Rotach hier auf die rechte Auenseite wechselt.
Der Kanal nimmt in der Folge von links den Abfluss aus einer Weiherkette im bewaldeten Naturschutzgebiet Birkenweiher mit Ober- und Unterholzweiher auf, mit in Folge den Weihern:
  -  Auf etwa 457 m ü. NHN der Oberholzweiher, 0,4 ha.
  -  Auf unter 450 m ü. NHN der Birkenweiher, 0,9 ha.
  -  Auf etwa 448 m ü. NHN der Unterholzweiher, 0,3 ha.

- Meizenbach, von rechts und Südwesten auf 442,9 m ü. NHN[LUBW 9] wenig nach dem Mühlkanalrücklauf nach Passieren des großen Wasserwerks bei Wört-Pfladermühle und gegenüber dem Wörter Grobenhof, 5,7 km und 8,2 km². Entsteht auf etwa 490 m ü. NHN westlich von Ellenberg-Hintersteinbach unter dem Apfelbrunnen am gleichnamigen Waldhanggewann. Der Bach wird zumindest am Unterlauf an der Gaugenmühle auch Brombach genannt.[5]
  - (Zufluss vom Steinbrunnen), von rechts und Südsüdwesten auf etwa 471 m ü. NHN am Südrand des Ellenberger Weilers Hintersteinbach, 0,6 km[LUBW 7] Die Quelle Steinbrunnen liegt auf etwa 510 m ü. NHN am Schichtstufenhang südlich des Weilers.
  -  Auf etwa 485 m ü. NHN liegt der Kehrweiher etwa 300 m südwestlich der Mündung des folgenden oberflächlich anscheinend abflusslos im Hangwald, 0,4 ha.
  - (Zufluss vom Kehrbrunnen), von rechts und Süden auf etwa 467 m ü. NHN östlich von Hintersteinbach, 0,6 km und unter 0,3 km².[LUBW 7] Die Quelle Kehrbrunnen liegt auf etwa 500 m ü. NHN am Schichtstufenhang südwestlich von Stödtlen-Tragenroden nahe der K 3220.
  - Scheitelgraben, von links auf unter 465 m ü. NHN am Nordostrand der Hintersteinbacher Rodungsinsel, 0,7 km und ca. 0,2 km².[LUBW 7] Entsteht auf etwa 477 m ü. NHN als Feldweggraben nordwestlich von Hintersteinbach an den Scheiteläckern.
  - Tiefwiesenbach, von links und Westen auf 463 m ü. NHN[LUBW 9] einen Steinwurf nach dem vorigen, 1,4 km und ca. 0,6 km².[LUBW 7] Entsteht auf etwa 530 m ü. NHN etwas nördlich der Talsteige der K 3221 von Ellenberg nach Hintersteinbach herab im Hangwald.
    -  Durchfließt auf etwa 480 m ü. NHN zwei Teiche am Waldrand, zusammen über 0,2 ha.
    -  Durchfließt auf etwa 475 m ü. NHN den Tiefweiher am endgültigen Waldaustritt, 0,7 ha.

  -  Passiert auf 456 m ü. NHN[BA 5] nach Wört-Mittelweizen den hinterm Damm der L 1070 Wört–Stödtlen angestauten Straßenweiher, 2,8 ha.
  - Zwerchbach, von rechts und Südwesten auf 450,6 m ü. NHN[LUBW 9] bei Wört-Brombach, 2,7 km und ca. 2,2 km².[LUBW 7] Entsteht auf etwa 525 m ü. NHN im Hangwald am Berg südlich über Tragenroden.
    -  Auf etwa 485 m ü. NHN liegt in einer linken Nebenmulde ein oberflächlich anscheinend abflussloser Teich südlich von Tragenroden am Waldrand, 0,4 ha.
    -  Auf über 480 m ü. NHN liegt ebenfalls linksseits in Abstand ein oberflächlich anscheinend abflussloser Teich am Rand von Tragenroden, unter 0,1 ha.
    -  Durchfließt auf 468,7 m ü. NHN[BA 5] den hinter der K 3220 angestauten Volkmersweiher, 2,7 ha.
    -  Durchfließt auf etwa 455 m ü. NHN den Farrenweiher südlich von Brombach, 0,8 ha.
    -  Durchfließt auf etwa 451 m ü. NHN einen Kleinteich unmittelbar vor der Mündung, 0,1 ha.

  -  Durchfließt auf 449,2 m ü. NHN[BA 5] den Gaugenweiher bei der Wörter Gaugenmühle mit Vorteich, zusammen 3,9 ha.

- Lohgraben, von rechts und Südosten auf über 440 m ü. NHN zwischen Wört-Springhof und Stödtlen-Maxenhof, 1,0 km und 0,5 km². Entsteht auf etwa 457 m ü. NHN im Judenholz.
  -  Durchfließt auf 453,1 m ü. NHN[BA 5] im Wald den Lohweiher, 1,5 ha.

- Aalbach, von links und Westen auf etwa 440 m ü. NHN gegenüber Maxenhof, 1,4 km und 0,4 km². Entsteht auf etwa 442 m ü. NHN in der linken Aue. Mäanderreicher Lauf in der Rotachaue, abschnittsweise entlang und auch jenseits der Landesgrenze zu Bayern.

- Hofwiesengraben, am nur kurzen Unterlauf in Baden-Württemberg auch Otterbach, von links und Nordwesten auf unter 440 m ü. NHN etwa 100 Meter nach dem vorigen gegenüber Stödtlen-Maxenhof, ca. 3,4 km[BA 2][LUBW 1] und 3,9 km². Entsteht auf etwa 481 m ü. NHN[BA 1] an einem Waldeck westlich von Dinkelsbühl-Langensteinbach.
  -  Durchfließt auf 476 m ü. NHN[BA 1] einen Weiher an der Kreisstraße 45 wenig westlich von Langensteinbach, ca. 0,2 ha.[BA 4]
  -  Speist auf 447–446 m ü. NHN[BA 1] drei fast gleich große Teiche links neben dem Lauf nordöstlich des Riesenholzes, zusammen ca. 1,0 ha.[BA 4]
  - (Zulauf), von links und Nordnordosten auf etwa 446 m ü. NHN[BA 1] nach dem ersten der drei vorgenannten Teiche, ca. 0,6 km[BA 2] und ca. 0,3 km².[BA 3]
    -  Entfließt auf etwa 468 m ü. NHN[BA 1] einem Teich im Südosteck des Brandholzes, etwa 0,2 ha.[BA 4]

  -  Speist auf etwa 443 m ü. NHN[BA 1] kurz vor der Landesgrenze zwei Weiher unmittelbar nacheinander und links des Laufs, etwa 0,8 ha und etwa 2,2 ha.[BA 4]
  -  Speist auf wenig über 440 m ü. NHN einen Weiher einen Steinwurf vor der Mündung, wenig über 0,1 ha.

- Berlisbach oder auch Gaxhardter Bach, am Oberlauf auch Molgebach, von rechts und Südwesten auf 438,9 m ü. NHN[LUBW 9] gleich nach Maxenhof, 6,4 km und 8,2 km². Entsteht auf etwa 525 m ü. NHN am Hang neben dem Kirchenweg von Stödtlen-Birkenzell nach Stödtlen.
  - Gräble, von rechts und Süden auf etwa 465 m ü. NHN in Stödtlen, 0,9 km und ca. 0,7 km².[LUBW 7] Entsteht auf unter 510 m ü. NHN am Waldhang nördlich unter Stödtlen-Freihof.
  - (Flurgraben), von rechts und Süden auf etwa 460 m ü. NHN zwischen Stödtlen und Stödtellen-Niederroden, 1,2 km und ca. 1,4 km².[LUBW 7] Entsteht auf unter 505 m ü. NHN am Waldrand nordöstlich unter Freihof.
  - (Flurgraben), von links und Westen auf etwa 452 m ü. NHN kurz vor der Kläranlage Stödtlens, 0,7 km und ca. 0,4 km².[LUBW 7] Entsteht auf etwa 470 m ü. NHN am Nordrand von Stödtlen neben der L 1070.
  -  Auf unter 460 m ü. NHN liegt rechts über dem Lauf ein Weiher in der Waldinsel Kühreute, unter 0,2 ha.
  -  Passiert drei Teiche in Folge auf unter 455 m ü. NHN links am Lauf im südlichen Metzelfeld, zusammen 0,6 ha.
  -  Passiert einen Kleinteich auf etwa 463 m ü. NHN rechts am Hang im Feldgewann Busch, unter 0,1 ha.
  -  Passiert einen Teich links am Lauf auf etwa 452 m ü. NHN, 0,3 ha.
  -  Speist einen Weiher links des Laufs an der Straße von Stödtlen nach Gaxhardt, unter 0,1 ha.
    -  Entwässert den Spitalweiher auf über 457 m ü. NHN im Waldgewann Brand, 0,5 ha.

  - Schafweihergraben, von links auf wenig über 450 m ü. NHN an der Stödtlener Schnepfenmühle, 0,8 km und unter 0,4 km².[LUBW 7] Entsteht auf etwa 465 m ü. NHN im Wald zwischen Brand im Süden und Birkbühl im Norden.
    -  Durchfließt auf 460,3 m ü. NHN[BA 5] noch am Oberlauf den Schafweiher, 1,7 ha.
    -  Durchfließt auf etwa 452 m ü. NHN unmittelbar vor der Mündung den Schnepfenweiher bei Stödtlen-Schnepfenmühle, 0,6 ha.

  -  Ein anderer Abfluss des Schnepfenweihers speist auf etwa 450 m ü. NHN zwei Weiher links den Laufs an der nördlichen Gebäudegruppe der Schnepfenmühle, zusammen über 0,1 ha.
  - Breitweihergraben, von links bei der Berlismühle von Stödtlen, 1,3 km und ca. 0,9 km².[LUBW 7] Entsteht auf etwa 465 m ü. NHN etwa 0,6 km nordöstlich von Stödtlen-Kreuthof.
    -  Durchfließt auf etwa 455 m ü. NHN den Hilsenweiher im Naturschutzgebiet Breitweiher mit Hilsenweiher, 0,9 ha.
    - (Längerer Quellast), von rechts im Hilsenweiher, 1,0 km und ca. 0,4 km².[LUBW 7] Entsteht auf etwa 475 m ü. NHN am Kreuthof.
    -  Durchfließt auf 451,1 m ü. NHN[BA 5] den Breitweiher eben noch im Naturschutzgebiet, 1,5 ha.
    -  Durchfließt auf 448 m ü. NHN[BA 5] den Berlismühlenweiher bei Berlismühle, 1,3 ha.

  - (Auengraben), von links unmittelbar vor der Mündung, ca. 0,5 km[LUBW 6] und deutlich unter 0,1 km².[LUBW 7]
    -  Passiert auf unter 440 m ü. NHN einen Teich beim Maxenhof, unter 0,2 ha.

- Mühlwiesengraben, von links und Westnordwesten auf unter 438 m ü. NHN gegenüber Stödtlen-Regelsweiler, 0,4 km und ca. 0,1 km².[LUBW 7] Auengraben neben der Rotach, der gegenüber Stödtlen-Winterhof unter 440 m ü. NHN beginnt.

- Jungholzgraben, von links und Norden auf unter 438 m ü. NHN gegenüber Regelsweiler an der Rotachbrücke, ca. 1,5 km[BA 2][LUBW 6] und ca. 0,6 km².[BA 3] Entsteht auf etwa 464 m ü. NHN südöstlich von Mönchsroth-Hasselbach.

- Katzenbach, von rechts und Südwesten auf etwa 437 m ü. NHN[BA 1] in Mönchsroth, 4,6 km mit dem gleichnamigen Oberlauf, 5,2 km mit dem längeren Oberlauf Gaugengraben und 7,7 km². Entsteht auf unter 470 m ü. NHN etwas westlich von Stödtlen-Dambach an der K 3210 von Stödtlen.
  - Gaugengraben, von rechts und Südwesten auf etwa 453 m ü. NHN östlich von Dambach am Südrand des Degginger Oberholzes, 1,5 km und ca. 0,8 km².[LUBW 7] Entsteht auf etwa 505 m ü. NHN südwestlich von Dambach am Schichtstufenhang.
  - Weiherlachgraben, von rechts und Südsüdosten auf 446,3 m ü. NHN[LUBW 9] am Westrand des Schwedenholzes etwas oberhalb von Stödtlen-Strambach, 1,5 km und ca. 2,4 km².[LUBW 7] Entsteht auf etwa 460 m ü. NHN etwas östlich von Stödtlen-Eck am Berg an der Straße nach Stödtlen-Oberbronnen.
    -  Passiert am Westrand des Waldes Ehrich links am Lauf zwei Weiher des Namens Ehrichweiher auf 454 m ü. NHN[LUBW 5] und 452 m ü. NHN[LUBW 5], zusammen 2,5 ha.
    -  An der rechten Wasserscheide gegenüber dem ersten der vorigen liegt auf etwa 476 m ü. NHN ein Waldteich, unter 0,3 ha.
    -  Passiert auf etwa 451–447 m ü. NHN eine Kette aus fünf Teichen nach der querenden K 3211 Tannhausen–Mönchsroth, zusammen 1,2 ha.

  - → (Abgang des Sägweihergrabens), nach rechts auf unter 445 m ü. NHN unterhalb von Strambach.
  -  Durchfließt auf etwa 442 m ü. NHN[BA 1] den Sägweiher am Südrand von Mönchsroth, ca. 2,6 ha.[BA 4]
  - ← (Rücklauf des Sägweihergrabens), von rechts im Sägweiher, 0,6 km und unter 0,1 km².[LUBW 7]
    -  Durchfließt auf über 442 m ü. NHN drei Teiche zwischen Stödlen-Ziegelhütte und der Landesgrenze, zusammen 0,7 ha.

  -  Passiert auf etwa 440–438 m ü. NHN[BA 1] vier Teiche rechts des Laufs in Mönchsroth entlang der Schellengasse, zusammen ca. 0,2 ha.[BA 4]

- Rothachwiesengraben, von links und Westnordwesten auf etwa 437 m ü. NHN[BA 1] gegenüber Mönchroth, ca. 0,8 km[LUBW 6][BA 2] und ca. 0,5 km².[LUBW 7][BA 3] Auengraben neben der Rotach, der unter 440 m ü. NHN beginnt.

- Schindgraben, von rechts auf etwa 435 m ü. NHN[BA 1] an der Kläranlage nach Mönchsroth, ca. 1,5 km[BA 2] und ca. 1,6 km².[LUBW 7] Entsteht auf etwa 450 m ü. NHN südlich von Mönchsroth unter dem Hangwald Maihinger Schlag als Weiherentwässerung.
  -  Passiert rechts am Lauf auf etwa 450–443 m ü. NHN[BA 1] eine neungliedrige, dichte Teichkette vom Ursprung bis an den Ortsrand von Mönchsroth, zusammen etwa 3,7 ha.[BA 4]
  -  rechts über dem vierten und fünften der vorgenannten liegen auf bis 452 m ü. NHN[BA 1] verstreut ein größerer und vier kleinere Teiche, zusammen ca. 1,0 ha.[BA 4]
  - Espanhutgraben, von links und Westen auf etwa 444 m ü. NHN[BA 1] vor den letzten zwei Teichen am Schindgraben, ca. 0,5 km[BA 2] und unter 0,3 km².[BA 3] Entsteht auf etwa 451 m ü. NHN[BA 1] und läuft dem Südrand von Mönchsroth entlang.

- Grundgraben, von links und Norden auf etwa 435 m ü. NHN[BA 1] etwa 700 Meter nach dem unteren Ortsrand von Mönchsroth, ca. 0,5 km[BA 2] und über 0,2 km².[BA 3] Ist Teil eines längeren durchgehenden Grabenzuges durch das Gewann Gernhut, dessen Teil jenseits des hier schon sehr niedrigen Mündungssporns der Rotach in die Wörnitz mündet. Beginn des diesseitigen Laufes am ungefähren Geländehochpunkt auf etwa 440 m ü. NHN.[BA 1]
  -  Entwässert auf etwa 440 m ü. NHN[BA 1] einen Teich im Mündungswinkel des folgenden, etwa 0,2 ha.<!-TK-abgemessen: 0,2121-->[BA 4]
  - (Unbeständiger Graben), von rechts und Westsüdwesten auf etwa 440 m ü. NHN[BA 1], 0,4 km[BA 2] und ca. 0,1 km².[BA 3]  Entsteht auf etwa 441 m ü. NHN[BA 1] etwas östlich der linksrothachischen Siedlung von Mönchroth.

- (Auenzufluss), von rechts und Westsüdwesten auf 435 m ü. NHN[BA 1], 0,9 km und ca. 0,8 km².[BA 3] Rotachparalleler Auengraben, der auf etwa 436 m ü. NHN[BA 1] beginnt.

- Höllbach, auf dem baden-württembergischen Oberlauf Braunbach, von rechts und Südsüdwesten auf 434 m ü. NHN[BA 1] nahe der Höllmühle von Wilburgstetten, 5,8 km und 8,3 km². Entspringt auf etwa 510 m ü. NHN dem Klingenbrunnen etwa 600 Meter nordöstlich des Ortsrandes von Tannhausen.
  - Auchtgraben, von links und Südwesten auf etwa 450 m ü. NHN nördlich von Stödtlen-Unterbronnen an der Straße nach Wilburgstetten kurz vor der Landesgrenze, ca. 1,7 km[LUBW 6] und ca. 1,0 km²[LUBW 6] Entsteht auf etwa 476 m ü. NHN südwestlich von Unterbronn am Fuß des Bronner Bergs.
  -  Passiert auf etwa 457 m ü. NHN drei Teiche rechts am Lauf wenig nördlich von Unterbronnen, zusammen ca. 0,3 ha.
  -  Zwischen der westlichen und der mittleren Siedlungsgruppen von Unterbronnen liegt auf etwa 463 m ü. NHN ein Teich in einer rechten Nebenmulde, wenig über 0,1 ha.
  -  Passiert mündungsnah auf etwa 450 m ü. NHN drei Teiche rechts am Lauf nordöstlich von Unterbronnen, zusammen ca. 0,6 ha.
- Passiert auf etwa 450 m ü. NHN zwei Teiche rechts am Lauf, zusammen 1,2 ha.
  -  Auf den unteren der beiden vorigen läuft eine vielgliedrige Teichgruppe in einer rechten Seitenmulde zu, ab 465 m ü. NHN[BA 1] bei Wilburgstetten-Burgstallhof ca. 1,1 ha.[BA 4], ab 455 m ü. NHN im Waldgewann Berlach 0,8 ha.
  -  Passiert bzw. durchfließt von etwa 449–447 m ü. NHN[BA 1] von der Landesgrenze bis Wilburgstetten-Beermühle die drei Beerweiher, zusammen ca. 4,1 ha.[BA 4]
  - Neuwiesengraben, von links und Westen auf 447 m ü. NHN[BA 1] in den letzten, Unteren Beerweiher, ca. 0,6 km[BA 2] und ca. 0,6 km².[BA 3]
    -  Entfließt auf etwa 457 m ü. NHN dem Altweiher nördlich von Oberbronnen, 0,4 ha.
    -  Durchfließt auf etwa 452 m ü. NHN[BA 1] den Neuweiher bei Beermühle, ca. 1,0 ha.[BA 4]
    -  Durchfließt auf etwa 451–449 m ü. NHN[BA 1] drei weitere Teiche bis zur Mündung in den Unteren Beerweiher, zusammen ca. 0,9 ha.[BA 4]
    -  Passiert auf etwa 450–444 m ü. NHN[BA 1] ein Dutzend weitere Weiher linksseits des Unteren Beerweihers und nach der Beermühle, zusammen keine 1,0 ha.[BA 4]

  -  Passiert auf etwa 443 m ü. NHN[BA 5] zwei Teiche rechts am Lauf schon in der Ortskontur von Wilburgstetten-Wittenbach, zusammen über 0,1 ha.[BA 4]
  - Fohrenwiesengraben, von links und Westen auf etwa 442 m ü. NHN[BA 1] in Wittenbach, etwa 0,7 km[BA 2] und etwa 0,5 km².[BA 3] Entsteht auf über 454 m ü. NHN[BA 1] westlich von Wittenbach am Waldrand.
    -  Durchläuft auf etwa 443 m ü. NHN[BA 5] am Ortsrand von Wittenbach einen Teich, unter 0,1 ha.[BA 4]

  -  Passiert den ersten Teich der Höllweiher-Gruppe, der am linken Ufer auf etwa 442 m ü. NHN[BA 1] liegt, unter 0,1 ha.[BA 4]
  - Brandholzgraben, von links und Westsüdwesten auf etwa 441 m ü. NHN[BA 1] gleich nach dem vorigen am Waldeintritt unterhalb von Wittenbach, über 0,2 km[BA 2] und über 0,2 km².[BA 3] Entsteht auf etwa 448 m ü. NHN[BA 1] am Flurrand und läuft nahe an diesem. Unbeständig.
  -  Passiert den zweiten Teich der Höllweiher-Gruppe, der gegenüber dem Mündung des vorigen am rechten Ufer auf etwa 440 m ü. NHN[BA 1] liegt, ca. 0,4 ha.[BA 4]
  -  Passiert den dritten Teich der Höllweiher-Gruppe, der am rechten Ufer auf etwa 440 m ü. NHN[BA 1] liegt, ca. 0,6 ha.[BA 4]
  -  Durchfließt den Oberen Höllweiher auf etwa 438 m ü. NHN[BA 1] liegt, ca. 3,1 ha.[BA 4]
  -  Durchfließt nach dem vom vorigen trennenden Damm bis nach Wilburgstetten-Höllmühle den Unteren Höllweiher auf etwa 437 m ü. NHN[BA 1] liegt, ca. 2,5 ha.[BA 4]

- Gegenüber der Mündung des vorigen entsteht auf etwa 434 m ü. NHN[BA 1] in der linken Rotach-Aue der Altbach, ca. 0,8 km[BA 2] und ca. 1,0 km².[BA 3] Dieser begradigte Altlauf der Rot(h)ach mündet etwa 100 Meter vor ihr auf etwa 432 m ü. NHN[BA 1] in die Wörnitz.

Mündung der Rotach am Nordwestrand von Wilburgstetten gegenüber der Kreuzkapelle auf etwa 433 m ü. NHN von rechts und zuletzt Südwesten in die mittlere Wörnitz. Die Rotach ist mit dem gleichnamigen Oberlauf 19,9 km, mit dem Rotbach-Oberlauf 20,8 km lang und hat ein 87,2 km² großes Einzugsgebiet.

### LUBW
Amtliche Online-Gewässerkarte mit passendem Ausschnitt und den hier benutzten Layern: Lauf und Einzugsgebiet der Rotach

Allgemeiner Einstieg ohne Voreinstellungen und Layer: Daten- und Kartendienst der Landesanstalt für Umwelt Baden-Württemberg (LUBW) (Hinweise)
1. 1 2 3 4  
Länge nach dem Layer Gewässernetz (AWGN).
2. 1 2  
Seefläche nach dem Layer Stehende Gewässer.
3. 1 2  
Einzugsgebiet nach dem Layer Basiseinzugsgebiet (AWGN).
4. ↑  
Höhe nach dem Höhenlinienbild auf dem Hintergrundlayer Topographische Karte.
5. 1 2 3 4 5 6 7 8 9 10 11 12 13 14 15  
Höhe nach blauer Beschriftung auf dem Hintergrundlayer Topographische Karte.
6. 1 2 3 4 5 6 7 8 9 10 11 12 13  
Länge abgemessen auf dem Hintergrundlayer Topographische Karte.
7. 1 2 3 4 5 6 7 8 9 10 11 12 13 14 15 16 17 18 19 20 21 22 23 24 25 26 27 28 29 30 31 32 33 34 35 36 37 38 39 40 41 42 43 44 45  
Einzugsgebiet abgemessen auf dem Hintergrundlayer Topographische Karte.
8. 1 2 3 4  
Seefläche abgemessen auf dem Hintergrundlayer Topographische Karte.
9. 1 2 3 4 5 6 7 8 9 10  
Höhe nach grauer Beschriftung auf dem Hintergrundlayer Topographische Karte.
10. ↑  
Einzugsgebiet nach dem Layer Aggregierte Gebiete 05.

### BayernAtlas („BA“)
Amtliche Online-Karte mit passendem Ausschnitt und den hier benutzten Layern: Lauf und Einzugsgebiet der Rotach

Allgemeiner Einstieg ohne Voreinstellungen und Layer: BayernAtlas der Bayerischen Staatsregierung (Hinweise)
1. 1 2 3 4 5 6 7 8 9 10 11 12 13 14 15 16 17 18 19 20 21 22 23 24 25 26 27 28 29 30 31 32 33 34 35 36 37 38 39 40 41 42 43 44 45 46 47 48  
Höhe abgefragt auf dem Hintergrundlayer Amtliche Karte (Rechtsklick).
2. 1 2 3 4 5 6 7 8 9 10 11 12 13 14  
Länge abgemessen auf dem Hintergrundlayer Amtliche Karte.
3. 1 2 3 4 5 6 7 8 9 10 11 12 13  
Einzugsgebiet abgemessen auf dem Hintergrundlayer Amtliche Karte.
4. 1 2 3 4 5 6 7 8 9 10 11 12 13 14 15 16 17 18 19 20 21 22 23 24  
Seefläche abgemessen auf dem Hintergrundlayer Amtliche Karte.
5. 1 2 3 4 5 6 7 8 9 10  
Höhe nach blauer Beschriftung auf dem Hintergrundlayer Amtliche Karte.

### Andere Belege
1. ↑  
Wolf-Dieter Sick: Geographische Landesaufnahme: Die naturräumlichen Einheiten auf Blatt 162 Rothenburg o. d. Tauber. Bundesanstalt für Landeskunde, Bad Godesberg 1962. → Online-Karte (PDF; 4,7 MB)
2. ↑  
Franz Tichy: Geographische Landesaufnahme: Die naturräumlichen Einheiten auf Blatt 163 Nürnberg. Bundesanstalt für Landeskunde, Bad Godesberg 1973. → Online-Karte (PDF; 4,0 MB)
3. ↑  
Hansjörg Dongus: Geographische Landesaufnahme: Die naturräumlichen Einheiten auf Blatt 171 Göppingen. Bundesanstalt für Landeskunde, Bad Godesberg 1961. → Online-Karte (PDF; 4,3 MB)
4. ↑  
Ralph Jätzold: Geographische Landesaufnahme: Die naturräumlichen Einheiten auf Blatt 172 Nördlingen. Bundesanstalt für Landeskunde, Bad Godesberg 1962. → Online-Karte (PDF; 3,9 MB)
5. ↑  
Name Brombach für den Meizenbach nach den Ausführungen zur Gaugenmühle auf der Seite Ortsteile von Wört der Gemeindewebsite von Wört.